# 学習院大学
学習院大学（がくしゅういんだいがく、英語: Gakushuin University）は、東京都豊島区目白一丁目5番1号に本部を置く日本の私立大学。1847年創立、1949年大学設置。

## 概観

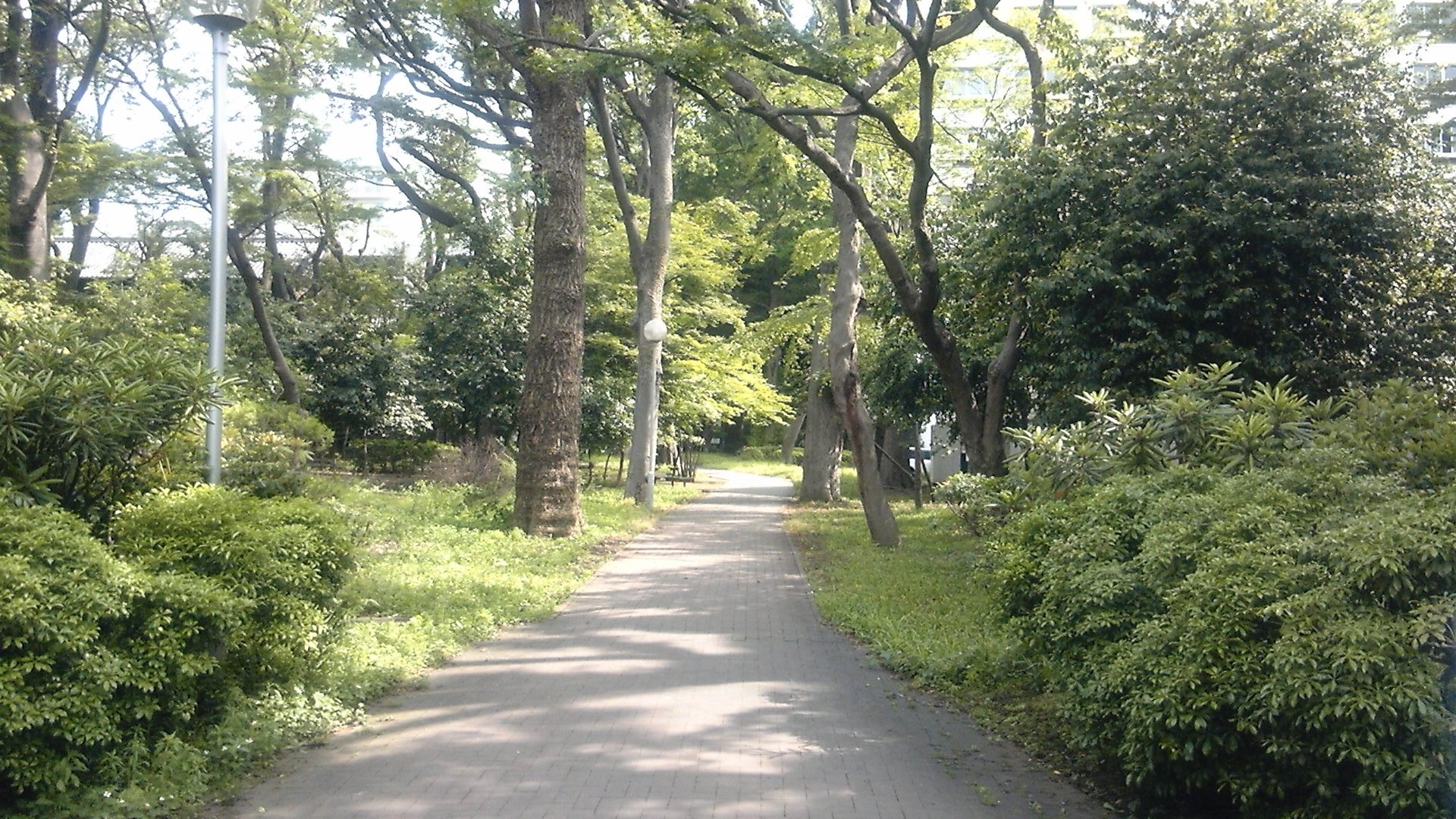
正門からつづく小道

### 大学全体
江戸時代後期の1847年（弘化4年）に京都御所で開講された学習所（京都学習院）を起源とする。明治時代初期、1877年（明治10年）に皇族・華族の為の教育機関として改めて開校された。新制大学としての学習院大学の開校は、第二次世界大戦後の1949年（昭和24年）。現在でも、皇族が通う大学として広く知られている。

### 教育および研究
大学をはじめ全ての学習院系列校に共通する教育目標として、
```
ひろい視野　たくましい創造力　ゆたかな感受性
```

を掲げている。
学習院大学は、卒業生が教員や研究者として多くの大学に採用されている分野があり、これまでに多くの研究者を育ててきたと謳っている。教育目標として「広い視野」を掲げている通り、学部・大学院とも個別の専攻に極端に偏らないように広範囲の科目を履修させるカリキュラムを組んでおり、基礎研究に力を入れる方針を示している。
キャンパスは、目白校地一箇所のみであり、5学部17学科と大学院7研究科、約1万人弱の学生が都心の緑豊かなワンキャンパスに集う。

### 学風および特色
第二次世界大戦以前の学習院には、初等学科・中等学科・高等学科（後に初等科・中等科・高等科となる）が設置されていた。
戦前の学習院は特別の法令によって設立され、宮内省管轄の官立学校であったため、学校令に基づく文部省管轄の学校と必ずしも一致するわけではないが、初等科は尋常小学校、中等科は中学校・高等女学校、高等科は旧制七年制高等学校に相当する。高等科を旧制大学と扱う文献も存在しているが、学習院学制自体が帝国大学令や大学令とは無関係の法令であり、制度としては旧制七年制高等学校相当である。また、旧学習院高等科から旧制大学へ進学した学生も多く存在していることから、旧高等科を旧制大学相当として扱うことには教育制度の研究家の間に異論もある。
新制大学設立時に文部省に提出された「学習院大学設立趣意書」や大学案内には、学習院大学は旧制時代の1893年（明治26年）から1905年（明治38年）まで存在していた「大学科」を復活させたものとの記載がある。
終戦後の学習院の学制改革に関与した山梨勝之進・安倍能成両院長もその認識であったが、旧制大学科もまた学習院学制による学校であり、帝国大学令に依ったものではなく、大学令施行時には廃止されていた。
学習院大学は学部・学科の新設に対しては比較的積極的でない方針を長きに亘りとっていた。しかし、2009年（平成21年）には理学部生命科学科、2013年（平成25年）には文学部教育学科、2016年（平成28年）には、52年振りの新設学部（既存学部の改組を除くと新制大学開設以来の67年振り）となる国際社会科学部が設立された。

### 入学試験

#### 学部入学試験
2018年（平成30年）度より一般入試として「コア試験」「プラス試験」をスタートさせた。2021年（令和3年）度には、一般入試を一般選抜と改め、コア試験、プラス試験に加え一般選抜として新たに「大学入学共通テスト利用入学者選抜」を導入した（同大学では、2020年（令和2年）度まで実施されていた大学入試センター試験は利用していなかった）。
2022年（令和4年）度の一般選抜においては、受験者15,981人中4,911人が合格（倍率3.3）、入学者数は2,304人であった。
なお、入試制度としては、一般選抜の他にも学校推薦型選抜や総合型選抜（AO）、社会人入学等の特別選抜もあるが、全ての学部で実施しているとは限らない。
一般選抜としてコア、プラス、共通テスト利用のうちどの入試方法を実施するかは学科によって異るが、2025年（令和7年）度現在、以下の4パターンに分けられる（コア試験は全ての学科で実施される）。
コア、プラスおよび共通テスト利用 の全て
- 法学部：法学科、政治学科
- 経済学部：経済学科
- 文学部：教育学科
- 理学部：化学科
- 国際社会科学部：国際社会科学科

コアおよび共通テスト利用
- 文学部：哲学科、史学科、英語英米文化学科、ドイツ語圏文化学科、フランス語圏文化学科
- 理学部：生命科学科

コアおよびプラス
- 経済学部：経営学科
- 文学部：心理学科、
- 理学部：物理学科、数学科

コア のみ
- 文学部：日本語日本文学科

#### 大学院入学試験
2022年度は、博士前期・後期課程合せて志願者数306人、入学者数161人であった。

## 沿革

### 略歴

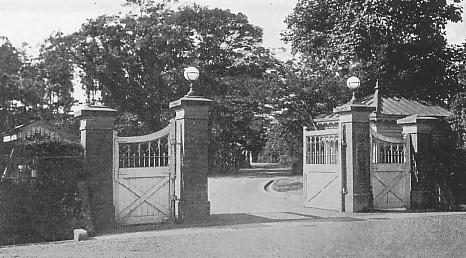
1933年（昭和8年）の学習院正門

1847年（弘化4年）、仁孝天皇が京都御所内に設けた公家を対象とした教育機関である学習所を起源とする。ただし、仁孝天皇自身は前年に崩御したため、目にすることは出来なかった。
1849年（嘉永2年）には孝明天皇により勅額が下賜されたことに伴い、京都学習院となる。明治維新を経て、華族制度が整備されると1876年（明治9年）には「華族学校」という校名となる。
翌1877年（明治10年）に「華族学校学則」が制定され、さらに明治天皇のもとで開校式が行われた際に改めて学習院と改名された。学習院ではこの年を学校の創立年としている。もともとは皇室の設置する私塾という位置づけであったが1884年（明治17年）には宮内省が所轄する正式な官立学校となる。
第二次世界大戦前の学習院は学習院学制および女子学習院学制に基づく教育機関で、文部省（現：文部科学省）ではなく宮内省（現：宮内庁）の管轄下に置かれ、華族の子弟なら原則として無償で学習院に入ることができた。それ以外の階層の子弟の入学は一部のみで、授業料は有償、幼稚園への入園は外部生としてしか許されないなどの待遇を受けた。1924年（大正13年）の制度改革以降も授業料の金額格差、階級による幼稚園への入園禁止など差別待遇が残り、華族を中心とした学校として維持してきた（皇族就学令）。また平民等でも例外が存在している場合があった。
第二次世界大戦後に華族制度が廃止され、学習院設置の根拠法であった「学習院学制」および「女子学習院学制」が廃止されると、私立の学校法人学習院として再出発し、待遇格差も無くなった。だが、近年でも一部の皇族が入学し、“御学友”（一般市民でありながら同席で学ぶ事を許された特別な児童・生徒・学生）が存在するなど、戦前の学習院の痕跡を残している。

### 年表
- 1847年（弘化4年） - 仁孝天皇が京都御所内に学習所開設。
- 1849年（嘉永2年） - 孝明天皇より「学習院」の勅額（院宝）を下賜される。
- 1868年（明治元年） - 大学寮代と改称。
- 1877年（明治10年） - 華族学校学則制定、学習院開業式挙行。
- 1884年（明治17年） - 官立学校となる。同時に宮内省所轄となる。
- 1893年（明治26年） - 大学科を設置。
- 1905年（明治38年） - 前年の近衛篤麿第7代院長の死去に伴い、大学科を廃止。
- 1908年（明治41年） - 目白の現校地へ移転。
- 1947年（昭和22年） - 学習院学制・女子学習院学制が廃止。財団法人学習院となる。
- 1949年（昭和24年） - 新制大学としての学習院大学開設。文政学部（文学科、哲学科、政治学科）と理学部（物理学科、化学科）を設置。
- 1950年（昭和25年） - 東京四大学（学習院大学・武蔵大学・成蹊大学・成城大学）対抗運動競技大会始まる。
- 1951年（昭和26年） - 財団法人から学校法人学習院となる。
- 1952年（昭和27年） - 文政学部を政経学部（政治学科、経済学科）と文学部（哲学科、文学科）に改組。東洋文化研究所設置。
- 1953年（昭和28年） - 大学院人文科学研究科（哲学専攻、国文学専攻）、自然科学研究科（物理学及び化学専攻）設置。
- 1957年（昭和32年） - 文学部文学科を国文学科、イギリス文学科、ドイツ文学科、フランス文学科に改組。大学院人文科学研究科修士課程にイギリス文学専攻、ドイツ文学専攻、フランス文学専攻を設置。
- 1961年（昭和36年） - 文学部に史学科を設置。大学院自然科学研究科物理学及び化学専攻を物理学専攻と化学専攻に変更し、博士課程（物理学専攻、化学専攻）を設置。
- 1963年（昭和38年） - 理学部に数学科を設置。
- 1964年（昭和39年） - 政経学部を法学部（法学科、政治学科）と経済学部（経済学科）に改組。
- 1965年（昭和40年） - 大学院人文科学研究科修士課程に史学専攻を設置。大学院人文科学研究科博士課程（哲学専攻、国文学専攻、イギリス文学専攻、ドイツ文学専攻、フランス文学専攻、史学専攻）を設置。
- 1967年（昭和42年） - 大学院自然科学研究科修士課程に数学専攻を設置。
- 1969年（昭和44年） - 大学院自然科学研究科博士課程に数学専攻を設置。
- 1970年（昭和45年） - 大学祭の開催を打ち切り、10月2日の開催だけとなる。大学祭開催に反対するベ平連、革マル派による抗議運動、乱闘騒ぎを受けての措置[9]。
- 1972年（昭和47年） - 大学院法学研究科（法律学専攻）修士課程を設置。
- 1974年（昭和49年） - 経済学部に経営学科を設置。
- 1975年（昭和50年） - 文学部に心理学科を設置。文学部イギリス文学科を英米文学科に改称。史料館設置。
- 1978年（昭和53年） - 大学院経営学研究科修士課程専攻を設置。
- 1979年（昭和54年） - 大学院政治学研究科修士課程に政治学専攻を、経済学研究科修士課程経済学専攻を設置。
- 1980年（昭和55年） - 大学院人文科学研究科修士課程に心理学専攻を専攻を設置。
- 1981年（昭和56年） - 大学院政治学研究科博士課程政治学専攻を設置。
- 1991年（平成03年） - 文学部国文学科を日本語日本文学科、大学院人文科学研究科国文学専攻を日本語日本文学専攻に改称。
- 1999年（平成11年） - 学習院生涯学習センターを設置。
- 2001年（平成13年） - 学習院マネジメント・スクール（GMS）を設置。
- 2004年（平成16年） - 専門職大学院法務研究科（法科大学院）を設置。大学院法学研究科（法律学専攻）博士前期課程廃止。
- 2005年（平成17年） - 法学部政治学科にFT特別選抜コースを設置。
- 2007年（平成19年） - 文学部ドイツ文学科及びフランス文学科をドイツ語圏文化学科及びフランス語圏文化学科に改称。
- 2008年（平成20年） - 文学部英米文学科を英語英米文化学科に改称。大学院人文科学研究科哲学専攻を哲学専攻と美術史学専攻に分割改組。大学院人文科学研究科にアーカイブズ学専攻と身体表象文化学専攻を設置。大学院自然科学研究科に生命科学専攻を設置。
- 2009年（平成21年） - 理学部に生命科学科を設置。大学院人文科学研究科心理学専攻博士前期課程を心理学専攻と臨床心理学専攻に分割改組。大学院人文科学研究科イギリス文学専攻を英語英米文学専攻に改称。
- 2010年（平成22年） - 大学院人文科学研究科ドイツ文学専攻をドイツ語ドイツ文学専攻に改称、同研究科臨床心理学専攻が日本臨床心理士資格認定協会第1種指定大学院に変更。
- 2013年（平成25年） - 文学部に教育学科を設置。
- 2014年（平成26年） - 国際研究教育機構設置。
- 2015年（平成27年） - 大学院人文科学研究科に教育学専攻（博士前期課程・博士後期課程）、臨床心理学専攻（博士後期課程）を増設。
- 2016年（平成28年） - 国際社会科学部（国際社会学科）を設置。大学院法学研究科の法律学専攻博士前期課程を再設置。
- 2018年（平成30年） - 一般入試として「コア試験」「プラス試験」を開始。
- 2021年（令和03年） - 一般入試を一般選抜と改め、コア試験、プラス試験に加え一般選抜として新たに「大学入学共通テスト利用入学者選抜」を導入。
- 2023年（令和05年） - 新大学図書館が開館（予定）[10][11]。14階建ての新東1号館（建設中）は、充実の各種設備・機能を備え、2階から11階までが大学図書館エリアとなる。1階には、タリーズコーヒーも併設される。

## 基礎データ

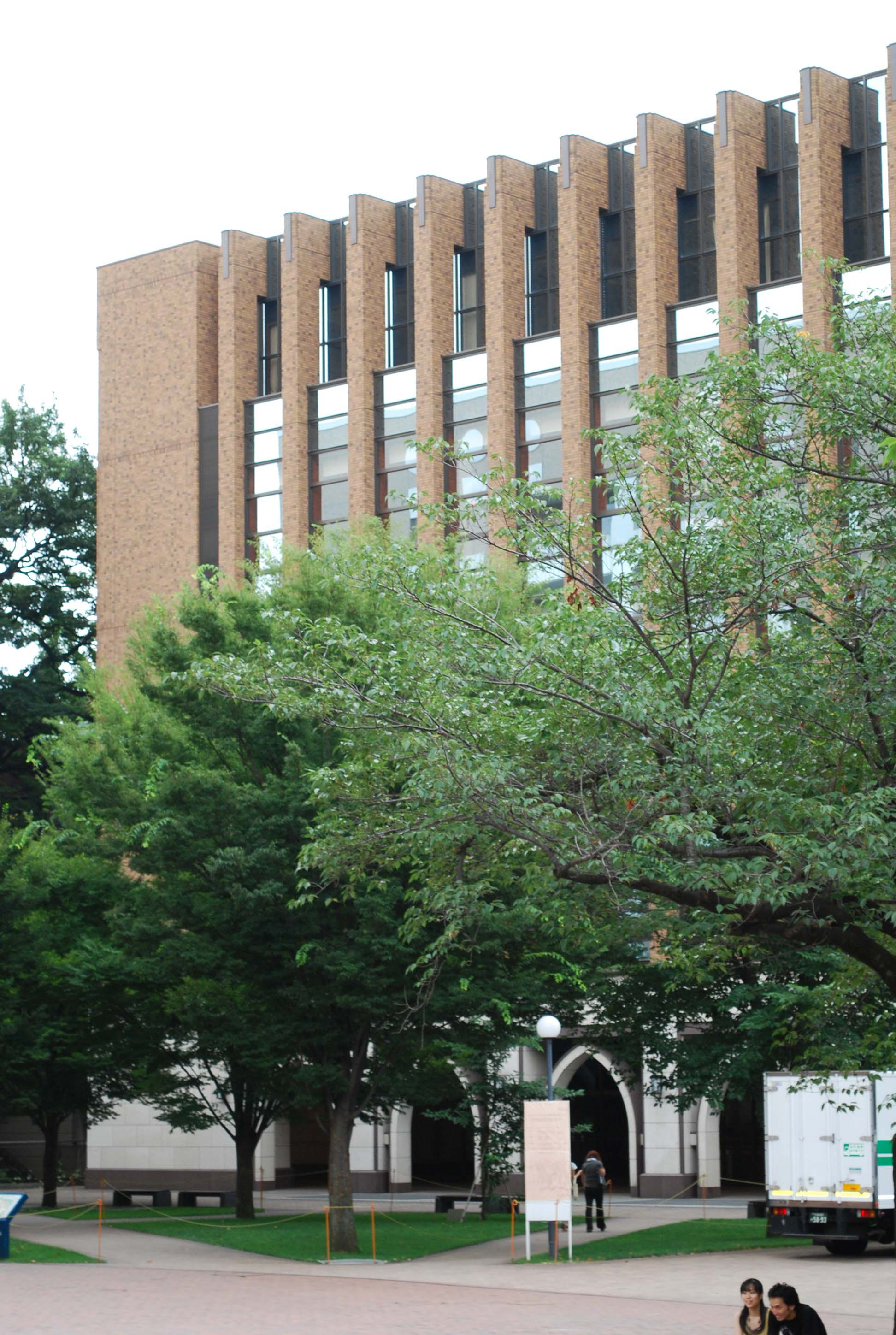
西二号館

### 所在地
- 目白キャンパス（東京都豊島区目白1-5-1）
  - 学習院大学の他、学習院中・高等科・学習院幼稚園・学習院生涯学習センター・学習院マネジメント・スクール（生涯学習センターとマネジメント・スクール事務局の住所は東京都豊島区目白1-3-19）もキャンパス内にある。

### 象徴

#### 校歌
- 「学習院院歌」
  - 作詞 安倍能成
  - 作曲 信時潔
  - 1951年（昭和26年）5月18日、学習院大学開設2周年記念式典において発表。
  - 学校法人学習院が設置するすべての学校共通の院歌である。

#### 校章
校章は桜をかたどったものである。ただしわずかな相違点が一部見られる。ロゴとして積極的には使われていない。

#### マスコットキャラクター
2011年（平成23年）、熊をかたどったマスコットキャラクター（ゆるキャラ）「さくまサン」を制定。「学習院大学マスコットキャラクター兼広報大使」と称する。「蓁々会」（後述）において文具やぬいぐるみなどのキャラクターグッズを製作・販売しているほか、ツイッターなどを用いたネット上の広報活動にも使用されている。LINEのスタンプも販売している。

### 在学者数
- 約9,200名（学部・法科大学院・大学院合計）

## 教育および研究

### 組織

#### 学部
- 法学部

- - 法学科
  - 政治学科
- 経済学部
  - 経済学科
  - 経営学科
- 文学部

- - 哲学科
    - 哲学・思想史系
    - 美学・美術史系
      - 2年次よりコースに分かれる。

  - 史学科
    - 日本史・東洋史・西洋史のコース分けは設定しておらず併修可能（大学院史学専攻も同様）。
    - 文献史学のみで考古学・民俗学のコースはない。

  - 日本語日本文学科
    - 日本語日本文学系
    - 日本語教育系
      - 2年次よりコースに分かれる。

  - 英語英米文化学科
    - 現代研究コース
    - 英語文化コース
    - 言語・教育コース
      - 3年次にコースに分かれる。

  - フランス語圏文化学科
    - 言語・翻訳コース
    - 文学・思想コース
    - 舞台・映像コース
    - 広域文化コース
      - 3年次にコースに分かれる。
      - 卒業年次に、卒業論文または卒業翻訳（言語翻訳のみ）を選択する。ただし、卒業のため特別演習において代替できる。
      - 学習院大学内では珍しく、自学科出身教授が半数以上を占める。また、教授陣は基本的にパリ大学での博士号取得者で構成されており、事実上の「看板学科」である。
      - １年次にあたるフランス語初級３クラス+基礎演習１（２コマ１授業扱い）、２年次にあたるフランス語中級３クラス+基礎演習２のすべてを修得していることが３年次にあがるために必須要件とされており、３年経過時点で取得できていない場合、自主的に退学を求められる運用がされている。初級３クラスと基礎演習のうち、２コマ以上を落とすと、次の年次の授業が取れず実質的に留年が決まる。加えて、おおむね履修者のうち半分が再履修になるため、４年卒業率が学内で最も低い。退学勧告は、卒業者のうちの４年卒業者割合の低さが学内で問題になったため、卒業者を減らす方向で是正した。このため、学内では「仏文に残っている」というだけで、「優秀」とされる土壌がある。
      - 就職内定率も仏文科が学内で最も低い。

  - ドイツ語圏文化学科
    - 言語・情報コース
    - 文学・文化コース
    - 現代地域事情コース
      - 3年次にコースに分かれる。

  - 心理学科
  - 教育学科
    - 2013年4月、小学校の教員免許を取得できる学科として新設。第1外国語8単位と第2外国語4単位が必修であり、第1外国語で英語を履修した場合、第2外国語では中国語か朝鮮語の履修を義務付けている[12]。[出典無効]
- 理学部
  - 物理学科
  - 化学科
  - 数学科
  - 生命科学科
- 国際社会科学部
  - 国際社会科学科
    - 2016年設置。卒業要件において海外留学を必修としている。

#### 研究科
- 法学研究科（博士前期・後期課程） - 2004年度に廃止した博士前期課程を2016年度に再設置
  - 法律学専攻
- 政治学研究科（博士前期・後期課程）  
  - 政治学専攻
前期課程には、「日本政治・政策研究コース」、「国際関係・地域研究コース」、「社会・公共領域研究コース」がある[13]。
- 経済学研究科（博士前期・後期課程）
  - 経済学専攻
- 経営学研究科（博士前期・後期課程） 
  - 経営学専攻
- 人文科学研究科（博士前期・後期課程）
  - 哲学専攻
  - 美術史学専攻
  - 史学専攻
  - 日本語日本文学専攻
  - 英語英米文学専攻
  - ドイツ文学専攻
  - フランス文学専攻　
  - 心理学専攻
  - 臨床心理学専攻（博士前期課程のみ、日本臨床心理士資格認定協会第1種指定大学院）
  - 教育学専攻 - 2015年4月開設
  - アーカイブズ学専攻 - 2008年4月開設
    - 常任教授は、基本的に史学科と兼任している。

  - 身体表象文化学専攻
    - 映画研究コース
    - 演劇研究コース
    - マンガ・アニメーション研究コース
    - ジェンダー論研究コース
    - 表象文化史研究コース
      - ただし、厳密なコース制にはなっておらず、各専門分野ごとの担当教授のゼミに所属する形式になっている。それぞれの領域と分野は関連性が深いことから、入試要項や案内に記載されているこれらのコースは、便宜的なもので、実際には分野・領域横断的な研究も多いことが、研究紀要などから判る。
      - 身体表象文化学専攻は、高畑勲らを招聘研究員として招いた本学人文科学研究所身体表象文化学研究プロジェクトが基盤になって立ち上げられた。
      - 常任教授は基本的に英文科、独文科、仏文科との兼任になっている。マンガ・アニメーション担当教授のみ、夏目房之介（マンガ研究者）→佐々木果（マンガ研究者、編集者）のように専任教授。
- 自然科学研究科（博士前期・後期課程）
  - 物理学専攻
  - 化学専攻
  - 数学専攻
  - 生命科学専攻
- 法務研究科
  - 法務専攻（法科大学院（専門職大学院）） - 2004年度開設

#### 附属機関

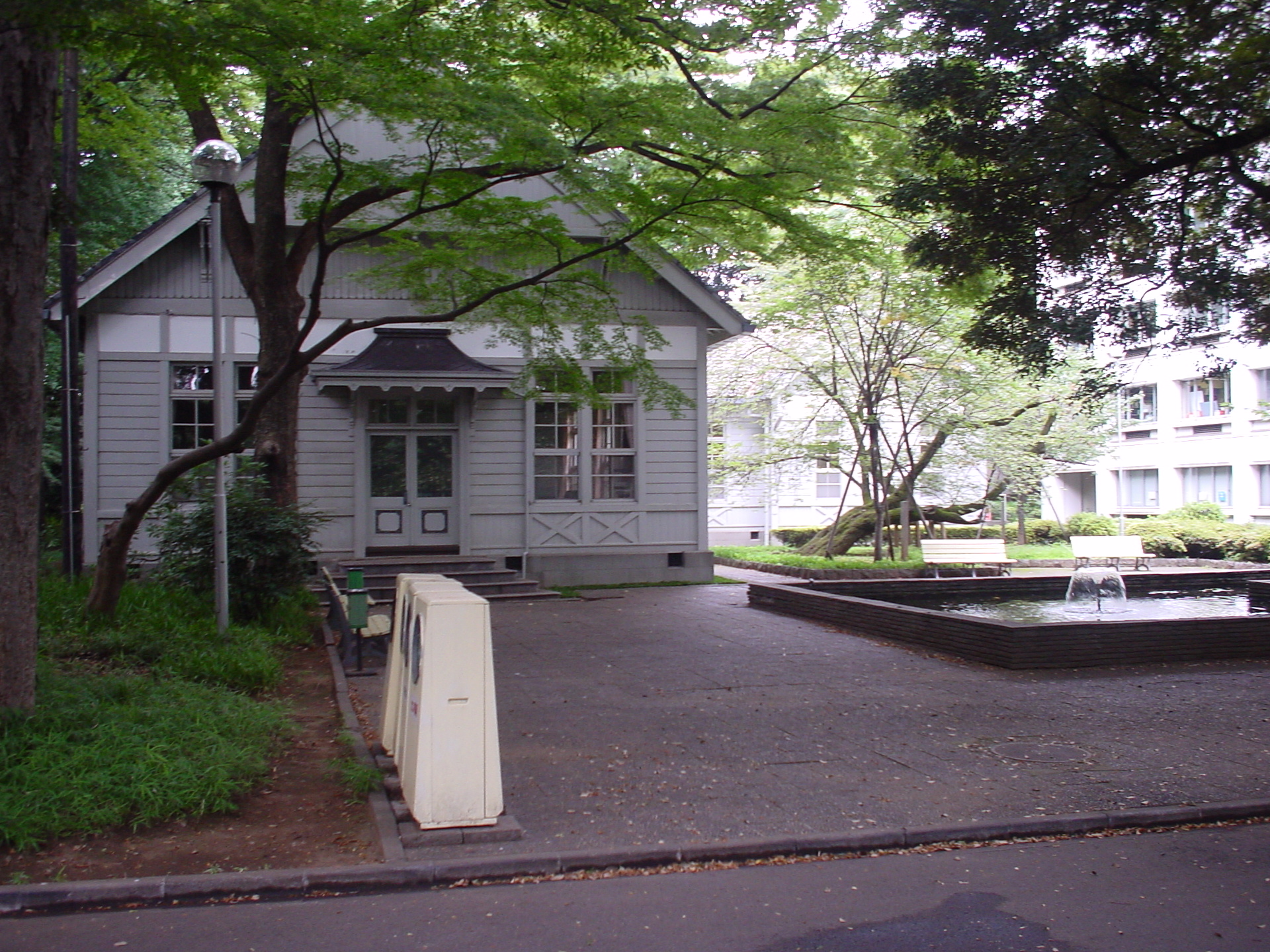
史料館（登録有形文化財）

##### 附置研究施設
- 研究施設
  - 図書館
    - 『平治物語』九条家旧蔵本、『枕草子』三条西家旧蔵本（能因本）、『伊勢物語』三条西家旧蔵本、『蜻蛉日記』契沖手写本、『南総里見八犬伝』初摺本、『伴大納言絵巻』古写本、『大日本沿海輿地全図』（中図）等所蔵。
    - 華族会館寄贈書や旧京都学習院の旧蔵書も所蔵している。
    - 建物は建築家前川國男が設計したもの。

  - スポーツ・健康科学センター
    - 保健体育科目は文学部・理学部のみ必修。

  - 計算機センター
  - 外国語教育研究センター
  - 東洋文化研究所
    - 「友邦文庫」（朝鮮総督府の内部文書・回想録（書籍・録音）などの資料群）、「朝鮮戸籍大帳」（李氏朝鮮王朝時代の朝鮮の戸籍）等を所蔵。

  - 学習院大学史料館
    - 「陸奥国棚倉藩主阿部家史料」・「内膳司濱島家史料」・「武蔵国秩父郡上名栗村町田家史料」・「信濃国佐久郡五郎兵衛新田村柳沢家史料」・「中川善之助収集史料」・「安田銕之助史料」・「西田幾多郎史料」・「西園寺家史料」・「川路聖謨・高子史料」・「飛鳥井家本車図」・「辻邦生史料」・「下野国安蘇郡葛生町安養院史料」・「源氏物語図小色紙屏風」等収蔵。
    - 昭和天皇着用衣装、高松宮宣仁親王収集品、山階宮武彦王・山階宮芳麿王所蔵写真・ガラス乾板・映画フィルム、ボンボニエール（皇室慶事の引き出物）なども所蔵。

  - 国際研究教育機構
- 学部・研究科附置研究所
  - 人文科学研究所（文学部附置）
  - 経済経営研究所（経済学部附置）
  - 生命分子科学研究所（理学部附置）
  - 心理相談室（人文科学研究科附置）
- 付属施設
  - 国際交流センター
- 厚生保健施設
  - 学寮
  - 集会施設
    - 輔仁会館

  - 生活相談施設
    - 学生相談室

  - 保健施設
    - 保健センター

  - 運動施設
  - 課外活動施設
    - 黎明会館
    - 富士見会館

  - 山岳施設
    - 光徳小屋（奥日光）
    - 妙高高原寮（妙高市）

### 研究

#### 文部科学省私立大学戦略的研究基盤形成支援事業
- ｢生体システムの環境応答に関する分子細胞生物学的研究－老化・がん化の制御に向けて－」

　　プロジェクトリーダー：花岡文雄（理学部生命科学科・教授)　　　【理学部】2008年度 - 2012年度　
- ｢環境調和を指向する基盤技術と新物質の開発」

　　プロジェクトリーダー：高橋利宏（理学部物理学科・教授）　　　【理学部】2009年度 - 2013年度　
- ｢東アジア高齢社会の法的問題解決に向けた共同研究拠点の形成」

　　プロジェクトリーダー：岡孝・草野芳郎（法学部法学科・教授）　　　【国際研究教育機構】2011年度 - 2015年度　
- ｢近代アジアへの眼差しと教育－学習院コレクションの総合的活用」

　　プロジェクトリーダー：大澤顯浩（外国語教育研究センター・教授）　　　【国際研究教育機構】2012年度 - 2014年度　
- ｢東アジアの歴史都市と自然環境－先端科学が拓く「古都・長安学」」

　　プロジェクトリーダー：鶴間和幸（文学部史学科・教授）　　　【国際研究教育機構】2013年度 - 2017年度

#### 文部科学省私立大学教育研究活性化設備整備事業
- ｢大学の歴史的資産を用いた学芸員養成教育の一層の活性化」　　　【史料館・学芸員課程】2012年度

#### 日本私立学校振興・共済事業団学術研究振興資金
- 「日本語研究者／教育者支援アジア・ネットワーク形成の試み」

　（代表研究者　前田直子　文学部日本語日本文学科教授）　　　【国際研究教育機構】2012年度 - 2014年度　
- 「東アジアの都市における歴史遺産の保護と破壊－古写真と旅行記が語る近代」

　（代表研究者　村松弘一　国際研究教育機構教授）　　　【国際研究教育機構】2015年度 - 2017年度

#### 文化庁「生活者としての外国人」のための日本語教育事業
- 「大学・地域連携によるライフステージにあわせた多様な日本語教育－「多文化共生型地域社会の共創」に向けて」

　（代表研究者　金田智子・村野良子　文学部日本語日本文学科教授）　　　【国際研究教育機構】2013年度 - 2015年度　

## 学生生活

### 福利厚生
大学をはじめ全ての学習院系列校の学生・生徒・児童・園児および教職員に対する福利厚生と学園生活上の様々なサービスを提供する、「株式会社学習院蓁々会」（しんしんかい）という学習院が100%出資した会社が存在し、学食や購買部などを経営している。代表取締役（蓁々会会長）は学校法人学習院の理事から選任し、取締役ほか役員は法人管理職が兼務する。また同社の業務委託により大学内にコンビニエンスストアのセブン-イレブン（2007年9月まではローソン）や紀伊國屋書店（2019年までは成文堂）がある。この会社があるため大学生協はない。2010年9月、中央教育研究棟12階に「目白倶楽部　日比谷松本楼学習院大学店」が開店した。

### 奨学金
学習院大学独自の奨学金は下記の通りとなっている。他大学と同様に学業奨励・表彰を目的とした奨学金と経済援助・支援を目的とした奨学金があるが、大学独自の奨学金は長らく成績優秀者の表彰を目的とした推薦型の奨学金給付が中心となっていた。学費支弁困難者への経済援助を目的とした奨学金は公募・貸与型の「学習院大学奨学金」のみであったが、2000年代以降は新たに公募・給付型の奨学金も多く設定しており、充実が図られている。学習院大学独自の奨学金であるが、法人が同じ学習院女子大学の奨学金も全く同様の項目となっている。「安倍能成記念教育基金奨学金」については在学中の成績に加え人格も優秀な学生を厳選して推薦することになっており、採用者は若干名。給付金額も推薦型では最多の45万円であり、採用者に対して学習院長による授与式が挙行される。「学習院父母会奨学金」については大学・法人側ではなく父母会が運営するものであり、高等科以下の各学校の児童・生徒も対象。海外に留学する学生向けの奨学金や外国人留学生向けの奨学金もある。少子化に伴う受験生の減少に備え、2000年代の一時期一般入学試験の成績が最上位であった志願者に対して入学を勧める目的から奨学金を給付する制度が設定されていたことがあったが、短期間で廃止されており、現在は行われていない。また本学は他の在京の大学等に比べ、1都3県（東京都・神奈川県・埼玉県・千葉県）在住の親元から通学している学生が長年比較的大きな割合を占めている。長距離の通学、また一人暮らし・下宿・入寮、及びそれに伴う仕送りなど、遠方からの入学により保護者の負担がより重くなる生活をしていない学生が多い傾向がある。このため全国から多様な志願者を募り、各地から入学してきた学生を大学側が支援する目的から、2017年度に一般財団法人学習院桜友会（本院全体の同窓会組織）の寄付により「学習院桜友会ふるさと給付奨学金」を新設。2018年度からは「学習院大学入学前予約型給付奨学金「目白の杜奨学金」」も新設される。両方とも入学前に出願する給付型奨学金となっている。「学習院桜友会ふるさと給付奨学金」は年額50万円を原則として在学中毎年度給付し、採用者は桜友会・学校法人学習院・学習院大学の主催行事、広報活動等に協力・参加を求められる。「学習院大学入学前予約型給付奨学金「目白の杜奨学金」」は入学前に100名を採用し、1名につき入学年度に100万円を給付する。

#### 学部学生対象奨学金
- 学習院大学奨学金（公募・貸与・全学年・日本学生支援機構奨学金に申請・採用されなかった場合のみ）
- 学習院大学新入学生特別給付奨学金（公募・給付・新入学生）
- 学習院大学学費支援給付奨学金（公募・給付・全学年）
- 学習院大学教育ローン金利助成奨学金（公募・給付・全学年）
- 学習院父母会奨学金（公募・給付・全学年）
- 学習院桜友会ふるさと給付奨学金（公募・給付・原則在学中4年間継続・桜友会が指定する地域の高等学校等を受験年度に卒業見込みの者。1都3県（東京都・神奈川県・埼玉県・千葉県）を除く日本国内の高等学校等を受験年度に卒業見込みの者）
- 学習院大学入学前予約型給付奨学金「目白の杜奨学金」（公募・給付・入学年度に限る・1都3県（東京都・神奈川県・埼玉県・千葉県）を除く日本国内の高等学校等を受験年度に卒業見込みの者）
- 学習院大学学業優秀者給付奨学金（推薦・給付・二年生以上）
- 安倍能成記念教育基金奨学金（推薦・給付・主に四年生）

#### 大学院・法科大学院学生対象奨学金
- 学習院大学奨学金（公募・貸与・全学年・日本学生支援機構奨学金に申請・採用されなかった場合のみ）
- 学習院大学教育ローン金利助成奨学金（公募・給付・全学年）
- 学習院大学大学院奨学金博士後期課程給付奨学金（公募・給付・博士後期課程）
- 学習院末松奨学基金奨学金（推薦・給付・人文科学研究科史学専攻のみ・主に博士前期課程）
- 関育英資金奨学金（推薦・給付・自然科学研究科のみ）
- 学習院大学学業優秀者給付奨学金（推薦・給付・全学年）
- 安倍能成記念教育基金奨学金（推薦・給付・主に博士後期課程）

### 部活動・サークル活動
1889年、学習院全学徒の学生自治・生徒自治活動のための機関として「輔仁会」（ほじんかい）が設けられ、以後現在まで学習院全体の課外活動の中心機関となっている。同会は幼稚園から大学、更に学校法人学習院本部までの役員・教職員・学生・生徒・児童・園児が会員となる。会長は学習院長が兼務し、会員は毎年輔仁会費（他大で言うところの自治会費ではない）を納入する。学習院に在学する皇族と特別な功労者は名誉会員（会費徴収なし）となる。本部の下に各学校ごとの支部組織がある。
学習院の運動部、文化部、自治会等すべての課外活動は、輔仁会の事業の一端として位置づけられ、輔仁会の予算から経済的支援を受けている。学習院大学における輔仁会の支部は「学習院輔仁会大学支部」であり、支部長は大学学生部長が兼務する。運動部会（他大で言うところの体育会）・文化部会・独立団体（學習院大學應援團や学習院大学新聞社など）があり、輔仁会に公認されている各部は「学習院輔仁会大学支部運動部会○○部」「学習院輔仁会大学支部文化部会○○部」等と称する。大学学生自治会は消滅しており、現在「暫定協議会」と「自治会再建委員会」が活動している。「自治会再建委員会」が「大学公認」と称する所以は「学習院輔仁会大学支部」に属する組織という意味である。会歌として「学習院輔仁会会歌(新)」 ·「学習院輔仁会会歌(旧)」がある。また機関誌として『学習院輔仁会雑誌』がある。このほか輔仁会大学支部に属さず自主的に運営される同好会・非公認サークル等も多数ある。

### 学園祭
- 1949年の大学創立以来大学当局により運営される「学習院大学文化祭」（「院祭」と呼ばれた）が開かれていたが、1969年、学生による自主運営の行事として大学祭実行委員会が主催する「学習院大学大学祭」が新たに開催され、現在に至る。毎年10月31日から11月3日頃、3日間にわたって開催。
- 全学習院の催し物として毎年4月の第3日曜日、「オール学習院の集い」が開催される。1984年から「花見の会」として目白界隈の住民を対象に構内を開放し、花見と散策の会を行っていたことが契機となり、1987年以来学習院全体の行事として開催されるようになった。1991年の第5回から「オール学習院の集い」と改称し現在に至る。学校法人学習院が主催し、役員・教職員・各学校在校生・父母保証人・桜友会員、更に近隣住民が参加する。この催しは学習院のホームカミングデーを兼ねており、この日に合わせて構内にてゼミや各部単位などの同窓会も開催される。

### スポーツ
- 成蹊大学・成城大学・武蔵大学とは四大学運動競技大会と称する総合競技大会が毎年開かれている。10月第3週の金曜日から日曜日の3日間わたって開催。会場は四大学持ち回りの当番制。
- 甲南大学との甲南戦と呼ばれる定期戦も毎年開かれている。
- サッカー部は東京都大学サッカーリーグに所属している。
- 硬式野球部は東都大学野球連盟に加盟している。
- ラグビー部は関東大学ラグビー対抗戦グループに所属している。
- キックボクシングクラブは全日本学生キックボクシング連盟に加盟している。
- アイスホッケー部は東京都アイスホッケー連盟に所属している。
- 學習院大學應援團は全日本学生応援団連盟に加盟している。
- 陸上競技部は、旧制学習院高等科時代から通じ、大学として箱根駅伝の出場経験はないが、川内優輝が関東学連選抜として、2007年第83回箱根駅伝及び2009年第85回箱根駅伝に出場している[15]。
- いわゆる「スポーツ推薦入試」や過去のスポーツ実績による入試優遇制度は存在していない。

## 大学関係者と組織

### 大学関係者組織
- 学校法人学習院が設置する学校全体の同窓会として学習院桜友会がある。

## 施設

### 目白キャンパス
- 使用学部：全学部
- 使用研究科：大学院全研究科
- 敷地面積：201,141.24㎡
- 交通アクセス：
  - JR山手線目白駅下車徒歩30秒（西門まで）
  - 東京メトロ副都心線雑司が谷駅2番出口から徒歩10分（正門まで）
  - 都電荒川線学習院下停留場より徒歩5分（南門まで）

#### 概要
- 全学部が一つのキャンパスで学んでいる。1つのキャンパスしか設置していないが「目白キャンパス」という名称がついている（学校法人学習院としては、他に学習院女子大学の「戸山キャンパス」が存在する）。
- 広さは約20万平方メートルである。目白通りを挟んで北側の川村学園キャンパスと豊島区立目白小学校校地も旧制時代は学習院の敷地で、馬場や舎宅があった。戦後川村学園に売却、また豊島区に譲渡された。また明治通り側豊島区立千登世橋中学校（旧豊島区立高田中学校）校地もかつては学習院の敷地であった。同所には湧水があり小川も流れており、近隣住民の子供達がザリガニ取りなどをして遊んでいた。戦後豊島区に譲渡され、高田中学校の校地となった。
- 今もキャンパス内には自然が多く、豊島区内で唯一の自然林が残存している（2008年、新校舎建設のため一部伐採）。またタヌキ・テン・ハクビシン・アオダイショウなどの野生動物が林の中などに生息しており、時々目撃されている。夕刻から夜間のわずかな時間帯かつごく稀にではあるものの、樹上を移動するテンや群れをなして歩くタヌキに遭遇することもある。2010年2月には北別館（後述）にハクビシンが侵入し天井裏に潜り込んでいることが確認されたため、同月追い出し作業を行った。現在このハクビシンは「血洗いの池」（後述）付近の藪の中に生息している模様である。
- 明治・大正時代の古い建物や旧制時代から使用されている校舎、最近建てられた真新しい校舎などが混在しており、独特の景観をなしている。第二次世界大戦前に皇族が寄宿舎として使用した建物を東別館と改称し、秩父宮雍仁親王・山階宮武彦王らが使用した部屋をそのまま教室に当てている。2000年、切手の博物館向かいのキャンパス南西側に隣接していた株式会社ジャパン建材が江東区に移転したことに伴い、同社土地建物を買収した。同建物は「西13号館」と称されたが教室等として使用されることはなく、閉鎖された状態のまましばらく維持されていた。2008年、老朽化等のために取り壊された。その後柵が新造され土地はキャンパスの敷地の一部となったが、建物が新築されることはなく、現在木が植えられている。
- キャンパス出入口は6つある。
  - 正門 目白通り側、豊島区立目白小学校前。学習院幼稚園横。
  - 中高正門 目白通り側、警視庁目白合同庁舎前。学習院幼稚園裏。
  - 西門 目白駅改札東側に隣接。大半の教職員・学生・生徒・園児・父母保証人・来校者が使用する通用門。
  - 西坂門 UR都市機構アーバンライフ目白駅前1号棟前。主に蓁々会関係の業者が商品を搬入するための門で、使用時以外は閉鎖。
  - 馬場門 キャンパス南側、馬術部厩舎横。主に馬を車で搬出・搬入するための門で、使用時以外は閉鎖。
  - 南門 学習院下駅側。キャンパス南側の自然林を抜けた先にある小門。「学習院共同住宅」（後述）に隣接しており、かつて同住宅居住者はここからキャンパスに出入りした。

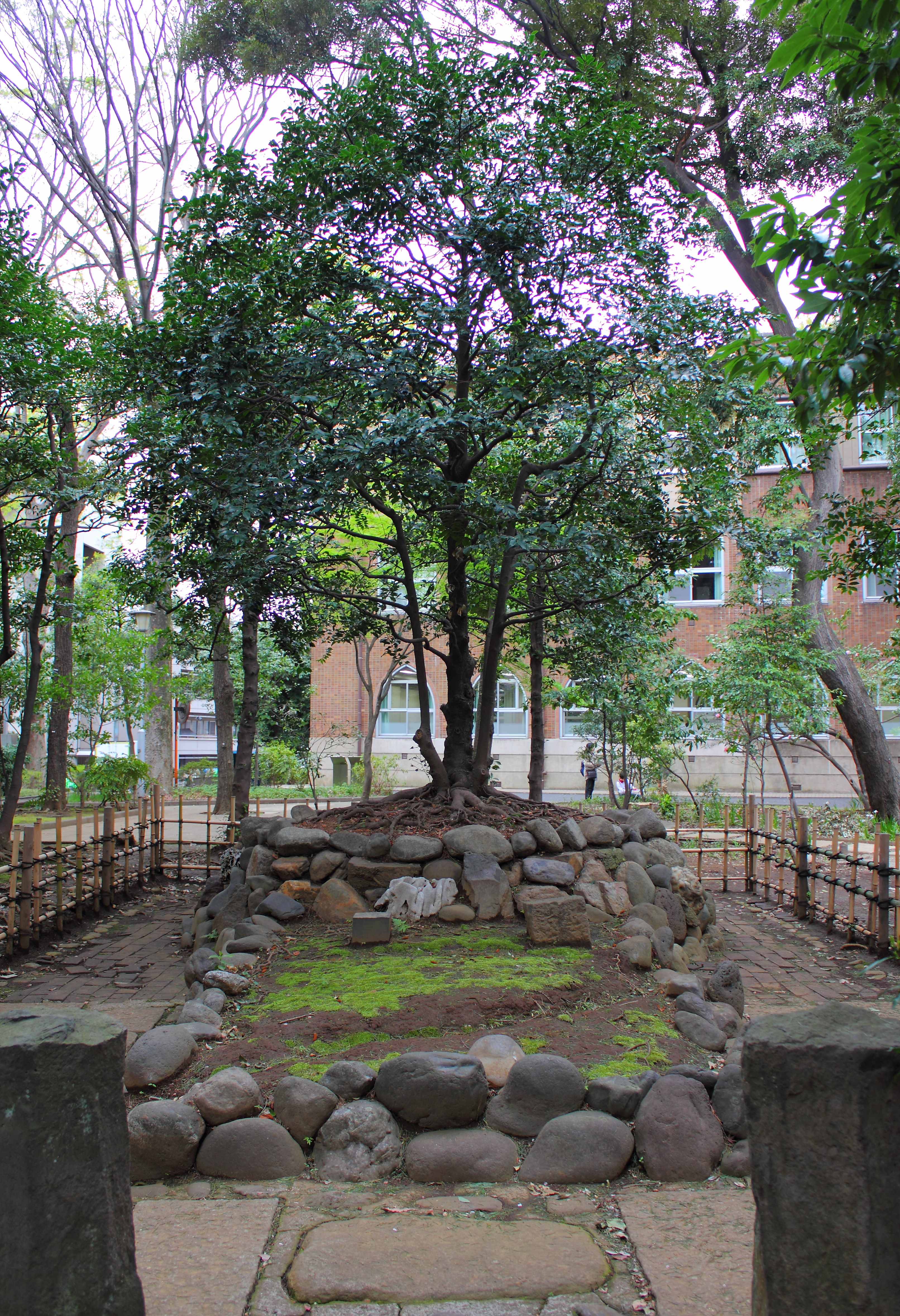
御榊壇

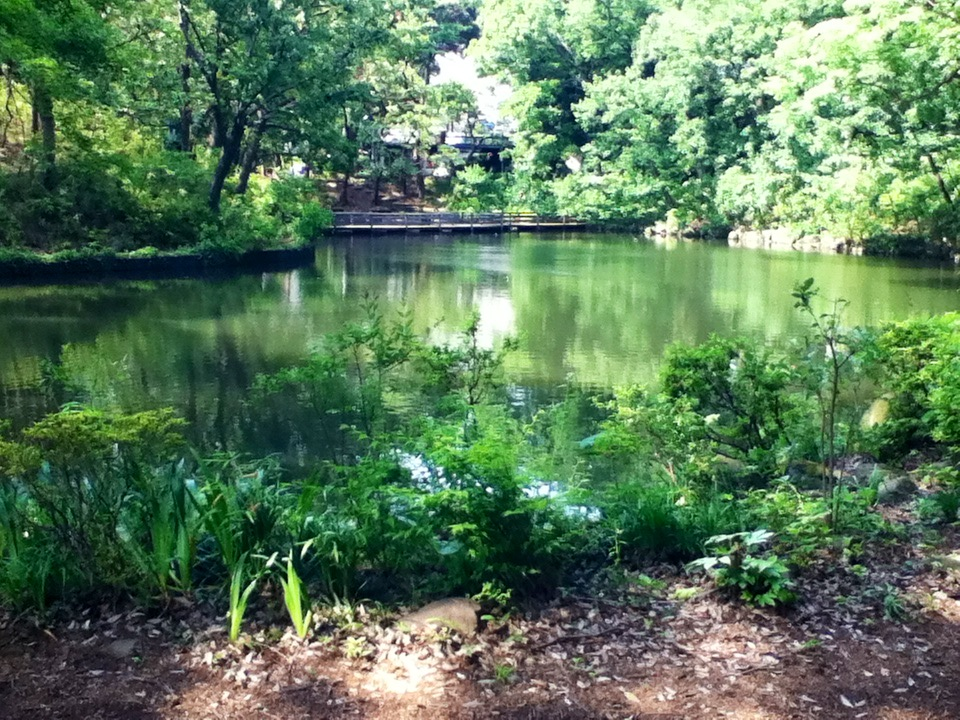
血洗いの池

- 御榊壇（おさかきだん）と呼ばれる聖域がある。1909年に明治天皇の目白校地行幸を永く記念するため、乃木希典院長が1910年3月、周囲に石を巡らし築いた前方後円の壇で、円壇の中央に天覧の榊の木が植えられている。円壇を囲む石の一部は、乃木が当時の日本の東西南北国境から集めたものである。
- 「血洗いの池」と呼ばれる池がある。元は湧水でできた用水池で、江戸時代には灌漑に使われており、水門・水路があった。学習院の構内になった後、赤穂浪士の1人堀部武庸が「高田馬場の決闘」において叔父の仇を討った血刀をこの池で洗ったという伝説が語られるようになった。この伝説は大正時代の学習院高等科生徒による創作で全く根拠はなく、史実ではないが、いつしかこの池を「血洗いの池」と呼ぶようになった。「血洗いの池」は魚類やザリガニ・水生昆虫・水生植物等を保護するため自然のままに任せていたが、湧水の枯渇と雨水泥水流入等による水質汚濁や、護岸の崩れ等による周辺環境の悪化を改善するため、2001年に池の浚渫・護岸の整備・水質浄化装置の設置・植栽改善・電灯設置・木製八つ橋の架橋など整備工事が行われた。
- 松尾芭蕉の句碑や道しるべなどもある。いずれも学習院ができる前の江戸時代に建てられたもので、現在博物館学芸員資格取得のための授業などで拓本取りの実習に利用されている。

#### 講堂
学習院創立百周年記念会館がある。1978年に学習院が創立百周年を迎えたことを記念し、学習院全体の中心となる建物として竣工。地上4階建て。1,100名余を収容できる正堂のほか、小講堂、大小会議室、院史資料展示コーナー、ラウンジ、皇室専用特別控室などがある。式典、講演会、学内学会、音楽会、会議、授業等に利用されるが、常時開放はされていない。学校行事等での使用がない場合は、卒業生や学外にも貸出し（有料）を行っている。会館内に学習院桜友会と常磐会（学習院女子部の同窓会）の事務局がある。

#### 学生食堂・学生会館
学食・ラウンジ・コンビニエンスストア・購買部等が入った輔仁会館がある。輔仁会及び蓁々会用の施設という位置づけである。また部活動用の黎明会館と富士見会館があり、部室の他部活動用の諸施設が入っている。部室は輔仁会に属する同会公認の団体のみに割り当てられる。

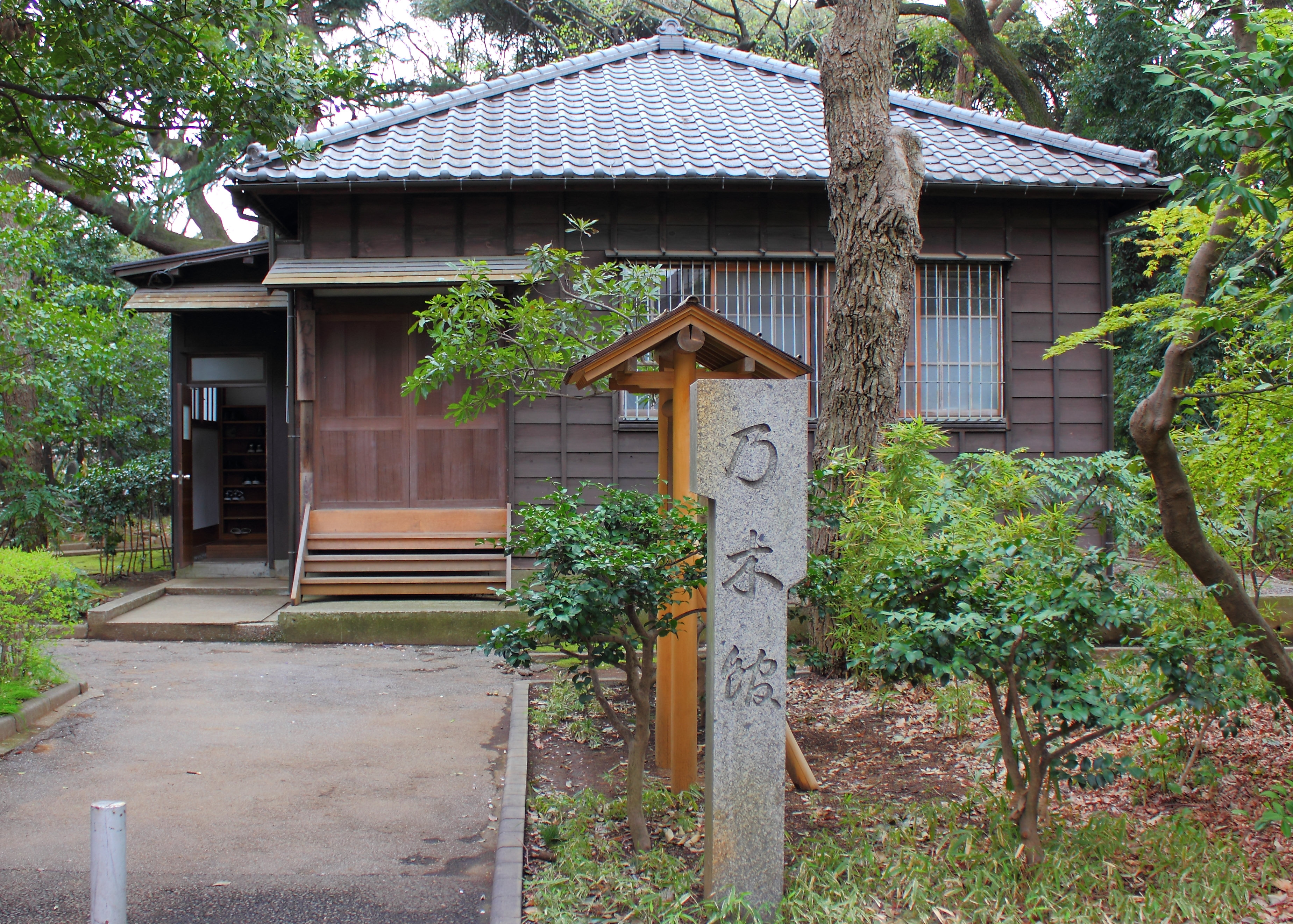
乃木館（旧総寮部）

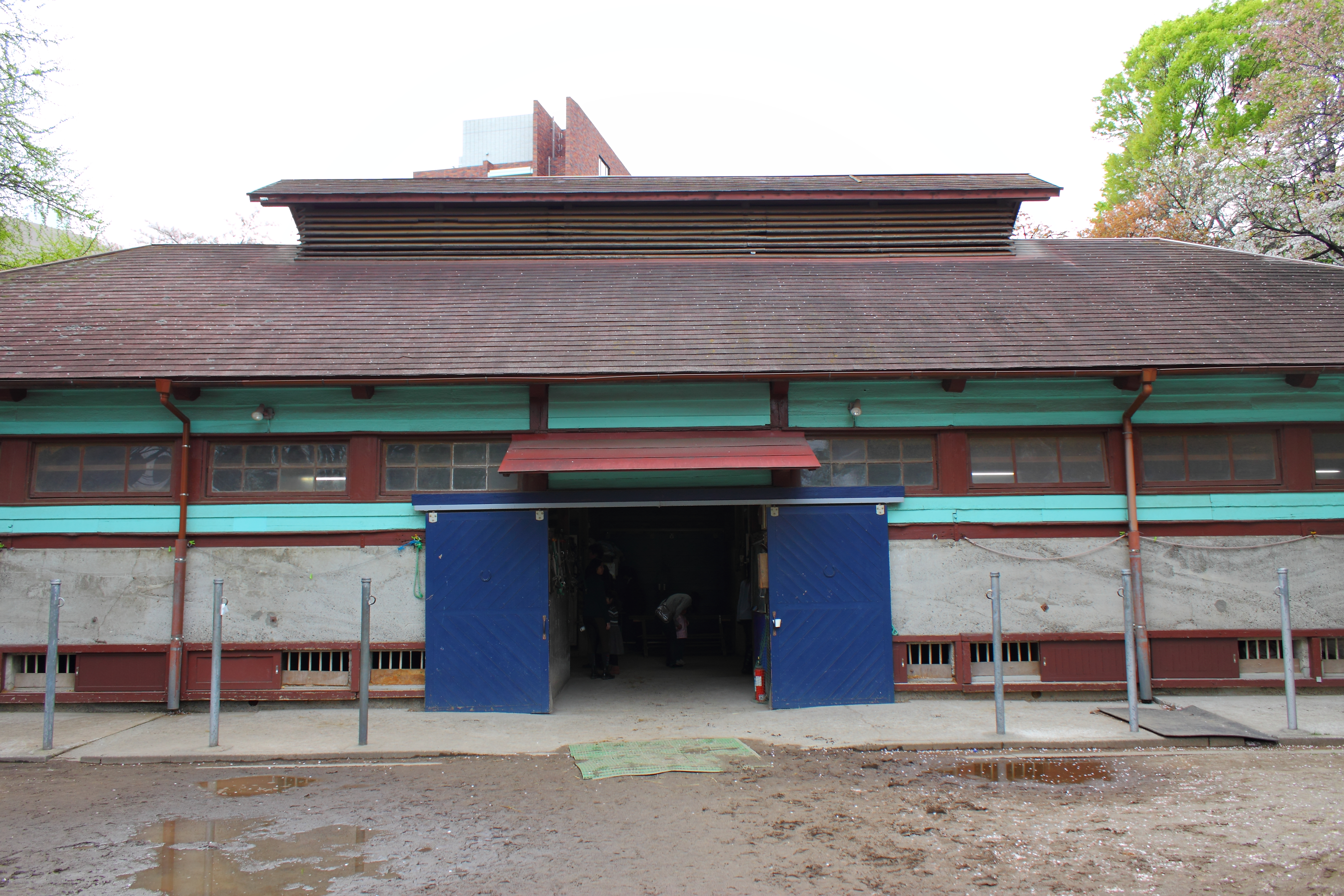
厩舎

#### 登録有形文化財
2009年5月、構内の7つの建造物が国の登録有形文化財に登録された。目白キャンパスでは1945年4月の東京大空襲で正堂・本館など木造校舎の大部分が焼け落ちたが、登録された下記の建造物はいずれも焼失を免れ、一部改築・改装・移築を経ながら現在まで維持されてきたものである。
- 正門　1901年建造
- 乃木館（旧総寮部）　1901年建造
- 厩舎　1901年建造
- 北別館（史料館）（旧図書館）　1902年建造
- 東別館（旧皇族別寮）　1913年建造
- 南1号館（旧理科特別教場）　1927年建造

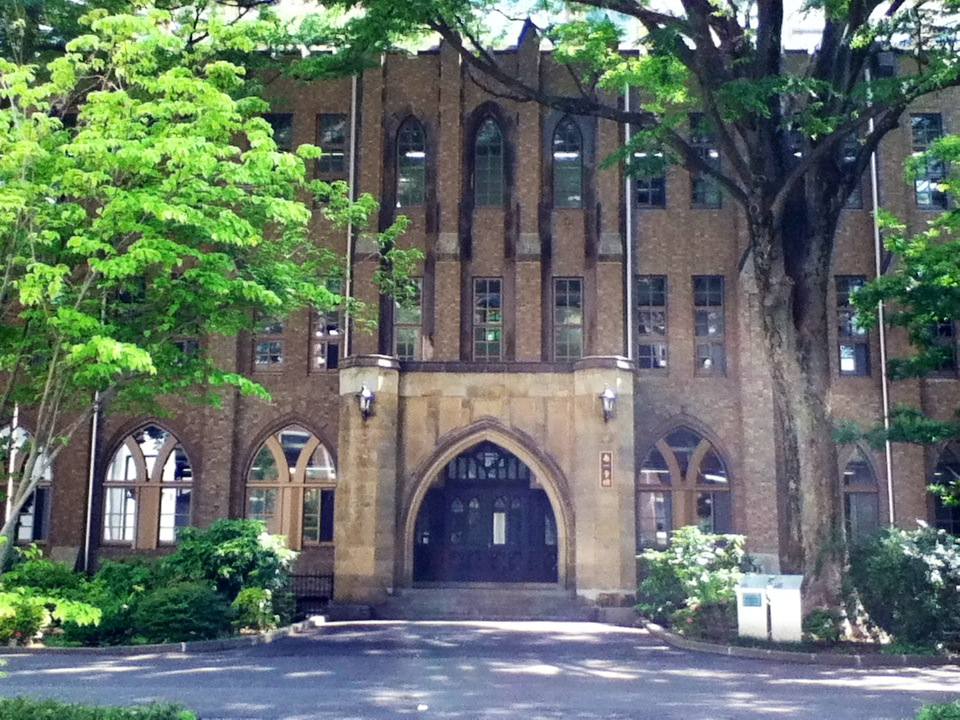
南１号館

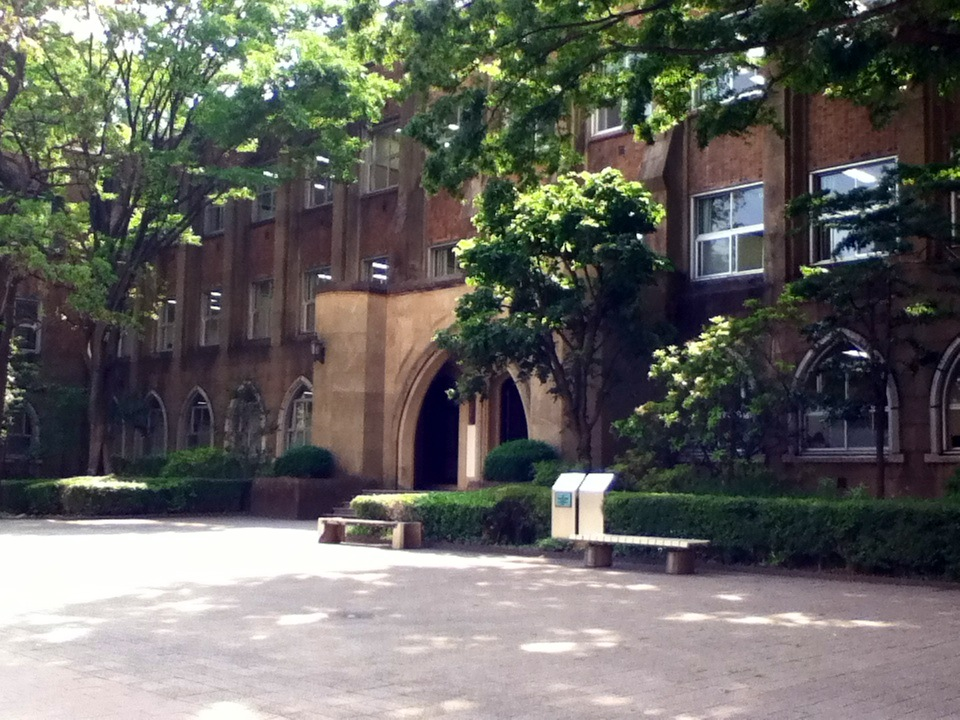
西１号館

- 西1号館（旧中等科教場）　1930年建造

#### ピラミッド校舎

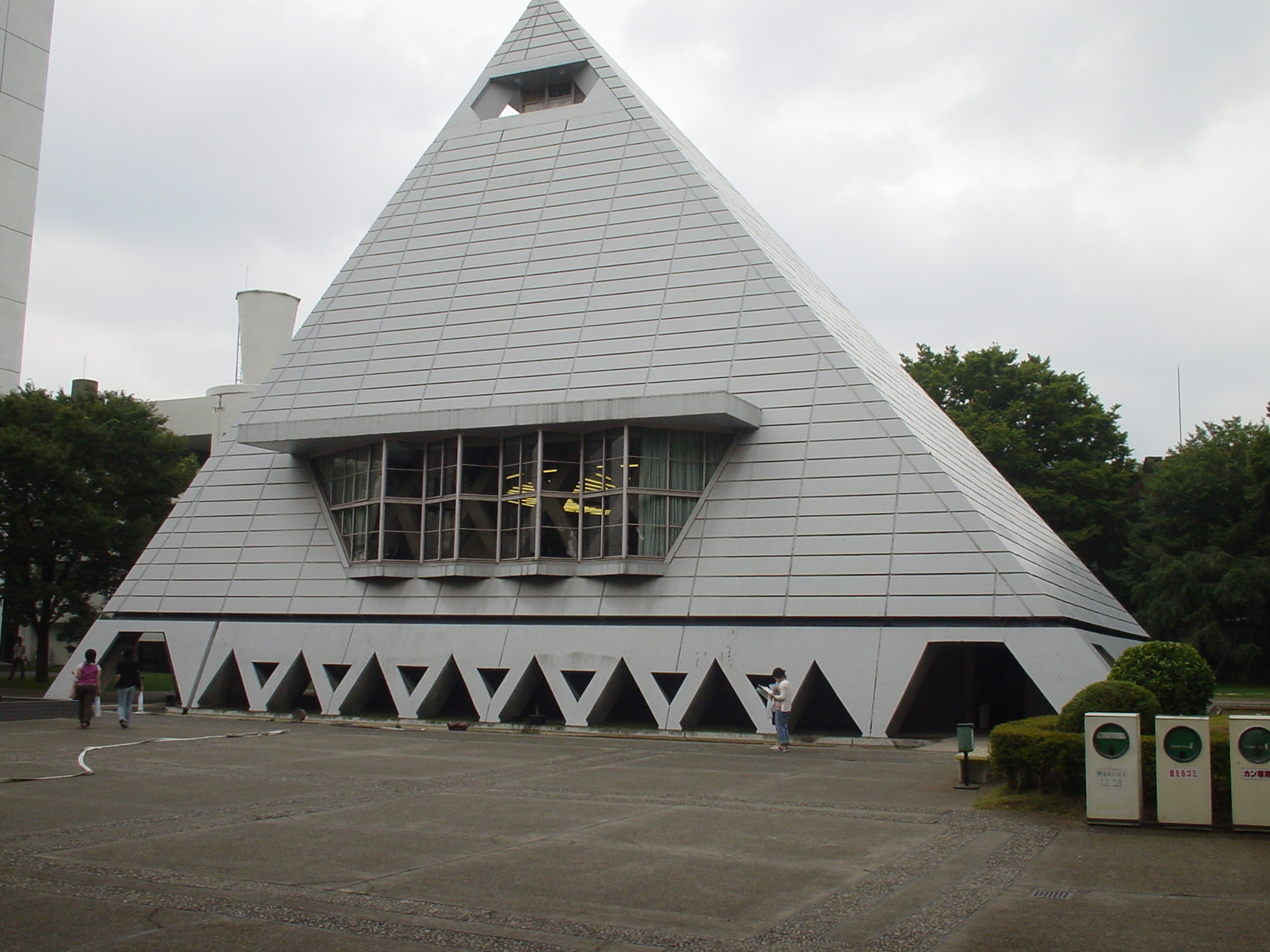
ピラミッド校舎　※現存せず

ピラミッド校舎という校舎も存在していた。北1号館（旧文学部棟）、南2号館、大学図書館とともに前川國男が設計した建造物で、1959年に策定された「学習院創立八十五周年私学十五周年記念建設事業」において建設計画が決まり、1960年8月に竣工した。厳密なピラミッド型ではないが、ピラミッドのような形をした建造物がキャンパス中央に存在していた。「ピラ校」と通称され、大学学生証の裏にイラストが使用される等、キャンパスのシンボル的存在であった。頂点までの高さは25メートル、周囲に小噴水を備えた濠状の細長い池を廻らし、映写設備を備えた一つの大教室と回廊、小倉庫・トイレという構成で、約700名の学生を収容。建物内部に階段があり、頂点まで到達することができた。大学校舎には似つかわしくないような一風変わった形状の建造物で、ウルトラセブン第29話「ひとりぼっちの地球人」に「京南大学」という大学の校舎という設定で登場するなど、学外でもその存在が知られた建物であった。その後も長らく使用されたが、教室としての使い勝手が悪くなっていたことや老朽化による補強工事の必要性、アスベスト使用等の問題などから、「学習院21世紀計画」の一環として2008年、解体と新校舎建設が決定・公表された。これに対し日本建築家協会が大学側に保存要望書を提出するなど、建築史に残る文化財であるとして維持を求める運動が主に学外で行われたものの、同年3月より株式会社フジムラにより解体され、新校舎建設工事が開始された。跡地には2010年3月、地上11階・地下1階の中央教育研究棟（高さ50.40m）が竣工。中央教育研究棟前広場にはピラミッド校舎頂部がモニュメントとして設置され、2010年10月、広場は「ピラミッド広場」と命名された。モニュメント傍らには解説板も建てられ、在りし日のピラミッド校舎の様子を偲ぶことが出来る。また中央教育研究棟2階ホールにはピラミッド校舎の1/100模型が飾られている。なお、北1号館、南2号館、大学図書館はアスベスト除去工事が施され、今後も維持される。

#### 学習院大学周辺遺跡
学習院大学周辺遺跡は学習院大学キャンパス全体をその範囲として存在が推定される旧石器時代から縄文時代にかけての遺跡である。1905年ごろ、学習院建設予定地付近の切り通しにおいて鈴木辰造が縄文土器を発見し、はじめて遺跡の存在が明らかとなった。その後間もなく校舎が建設されたため調査は行われず、キャンパス整備の過程で遺跡自体も失われたものと見られていた。しかし1980年、学習院大学考古会の広瀬雄一により、キャンパス内の建設現場で発見された黒曜石製石器が紹介され、旧石器時代の遺跡が存在する可能性が浮上。ただその後も詳細な調査は行なわれなかった。2000年には豊島区教育委員会によりキャンパス内の発掘調査が行われ、縄文時代早期の土器が出土、また包含層を確認、縄文遺跡が残存していることが判明した。更に2008年、「学習院21世紀計画」の一環である学習院大学新自然科学研究棟（南7号館）の建設に伴う発掘調査により、約2万年前の関東ローム層（立川ローム層）の土層から石器と焼けた礫群（火を焚いた跡）を発見、旧石器時代の人の生活の痕跡が確認された。豊島区内には旧石器時代の遺跡や遺物の発見はほとんどなく、区内有数の旧石器時代遺跡として注目を集めている。なお2008年に調査された地点は新自然科学研究棟の下になっており、既に遺跡は存在しないが、出土遺物は史料館に所蔵されている。また過去の遺物出土地点が広範囲に及んでいるため、大規模な遺跡が現在もキャンパス全体の地中に埋もれているものと考えられている。

#### 寮
大学学生寮として昭和寮が存在した。昭和寮は1928年、宮内省内匠寮により旧制高等科学生の寄宿舎として近衛公爵邸跡地（近衛町、現在の新宿区下落合2丁目）の高台に建設、開寮された。建物は西洋式で、イギリスの大学学生寮をモデルに設計された。鉄筋コンクリート造りの地上2階・地下1階のスパニッシュ様式建築で、広大な敷地にダンスホール・バーカウンター・テニスコート等、豪華壮麗な設備を有した。しかし昭和寮は第二次世界大戦中の食糧事情の悪化などにより1944年に閉鎖。その後建物は戦火を免れたが、1952年、新制学習院の財政確立と新校舎（旧西3号館、2001年取り壊し、現在は緑地）建設の資金に充当するため日立製作所に売却された。同年、大学学生のための新たな寮として旧建物の近傍に改めて「昭和寮」が建設された。寮長には代々学習院大学教授が就任した。長らく大学学生寮として利用されたが、1997年3月、「学習院21世紀計画」による事業の一環として、建物の老朽化と入寮者の減少を理由に閉寮となった。建物は取り壊され、土地も売却された。元寮生の同窓会として桜友会傘下に学習院昭和寮会がある。なお旧昭和寮建物は1953年、日立製作所の福利厚生施設「目白日立クラブ」となり現存。歴史的重要建築物として東京都の「未来に残したい100の建物」に指定されている。入場・利用は日立製作所社員・家族のみで、見学不可・非公開となっているが、新目白通り（建物南側）や山手線（建物東側）・西武新宿線（建物南側）の車窓から外観の一部を望むことができる。また現在、生涯学習センター（西11号館）の隣に外国人留学生・外国人客員研究員用の寮（ゲストハウス・西12号館）がある。

#### その他の施設
かつては学習院教職員用の「学習院共同住宅」と称するアパートがキャンパス内に所在、南門の東側に2棟建っていた。川嶋辰彦経済学科教授も入居、長女の文仁親王妃紀子が少女時代から秋篠宮文仁親王と結婚した1990年までの日々を過ごした建物であり、同妃が「3LDKのプリンセス」と呼ばれた所以となったアパートであった。入居者の減少と老朽化のため2007年までにすべて取り壊された。跡地は新校舎敷地等に当てられる予定。

## 対外関係

### 大学間交流
- 関係校
旧制学習院高等科が旧制7年制高等学校相当の教育機関であったことから類似した旧制七年制高等学校の流れを汲む下記大学とは現在でも関係が深く、特に在京の4大学（学習院、武蔵、成蹊、成城）で東京四大学というグループを形成している。
  - 武蔵大学
  - 成蹊大学
  - 成城大学
- リベラルアーツ5学園
旧制高等学校をルーツに持つ学習院・成蹊・成城・武蔵・甲南の5大学からなる「リベラルアーツ5学園」は、毎年「リベラルアーツ5学園進学相談会in大学フェア」を毎年合同で開催している。当日は、各大学の職員や現役大学生が応じる「大学個別相談ブース」や、受験勉強法や大学での学びなどについて現役大学生に気軽に相談できる「在学生相談コーナー」のほか、「総合学習相談コーナー」「進路カウンセリングコーナー」「資料配布コーナー」などを設置する[17]。
  - 武蔵大学
  - 成蹊大学
  - 成城大学
  - 甲南大学
- 相互履修協定締結校
  - 学習院女子大学
- 単位互換制度
  - 五大学間単位互換制度「f-Campus」（学習院女子大学、日本女子大学、立教大学、早稲田大学）
- 図書館相互利用制度協定締結校 
  - 学習院女子大学
- 山手線沿線私立大学図書館コンソーシアム加盟（青山学院大学、國學院大學、東洋大学、法政大学、明治大学、明治学院大学、立教大学）

### 大学院間交流
（いずれも単位互換制度）
- 人文科学研究科全専攻の交流
  - 慶應義塾大学、中央大学、早稲田大学
- 人文科学研究科日本語日本文学専攻の交流
  - 日本女子大学
- 人文科学研究科フランス文学専攻の交流
  - 青山学院大学、上智大学、白百合女子大学、獨協大学、武蔵大学、明治学院大学、明治大学
- 政治学研究科の交流
  - 成蹊大学、中央大学、日本大学、法政大学、明治大学、立教大学
- 経済学研究科・経営学研究科の交流
  - 上智大学、成蹊大学、成城大学、武蔵大学
- 自然科学研究科の交流 
  - 国際基督教大学、上智大学、成蹊大学、中央大学、津田塾大学、東京女子大学、東京理科大学、日本女子大学、日本大学、明治大学、立教大学

### 大学院・研究機関間交流
- 人文科学研究科哲学専攻・美術史学専攻・史学専攻の交流
  - 国立歴史民俗博物館、国立民族学博物館、国際日本文化研究センター
- 人文科学研究科哲学専攻・美術史学専攻・史学専攻、日本語日本文学専攻の交流
  - 国文学研究資料館、日本近代文学館
- 人文科学研究科アーカイブズ学専攻の交流
  - 明知大学校記録情報科学専門大学院（韓国）
- 東洋文化研究所／国際研究教育機構の交流
  - 成均館大学校東アジア学術院（韓国）、慶北大学校アジア研究所（韓国）、陝西師範大学西北歴史環境と経済社会発展センター（中国）
  - 輔仁大学歴史学科（中華民国）、ハワイ大学韓国学研究センター（アメリカ）、香港中文大学日本研究学科（香港）
  - 復旦大学歴史地理研究センター（中国）、東海大学情報技術センター（日本）

### 海外留学協定校
- 北京大学（中国）
- 復旦大学（中国）
- 北京外国語大学（中国）
- 清華大学（中国）
- 北京郵電大学（中国）
- 香港中文大学（中国）
- 啓明大学校（韓国）
- 慶北大学校（韓国）
- 東国大学校（韓国）
- 高麗大学校（韓国）
- ソウル市立大学校（韓国）
- 仁荷大学校（韓国）
- 東呉大学（台湾）
- 淡江大学（台湾）
- 国立中山大学（台湾）
- 国立交通大学（台湾）
- チュラロンコン大学（タイ）
- アサンプション大学（タイ）
- サムラトランギ大学（インドネシア）
- アイルランガ大学（インドネシア）
- マラ工科大学（マレーシア）
- ドルノド大学（モンゴル）
- オーストラリア国立大学（オーストラリア）
- ニューサウスウェールズ大学（オーストラリア）
- マードック大学（オーストラリア）
- ウェリントン・ヴィクトリア大学（ニュージーランド）
- ノースカロライナ州立大学シャーロット校（アメリカ）
- ライス大学（アメリカ）
- チュレーン大学（アメリカ）
- クイーンズ大学（カナダ）
- ロンドン大学（イギリス）
- ヨーク大学（イギリス）
- サセックス大学（イギリス）
- エディンバラ大学（イギリス）
- ランカスター大学（イギリス）
- イースト・アングリア大学（イギリス）
- ロンドン・スクール・オブ・エコノミクス（イギリス）
- レディング大学（イギリス）
- オックスフォード・ブルックス大学（イギリス）
- オックスフォード大学マートン・カレッジ（イギリス）
- バイロイト大学（ドイツ）
- マンハイム大学（ドイツ）
- 国立ナポリ東洋大学（イタリア）
- ボローニャ大学（イタリア）
- パリ第10大学（フランス）
- リュミエール・リヨン第2大学（フランス）
- アルカラ大学シスネロス校（スペイン）
- アイスランド大学（アイスランド）
- タルトゥ大学 （エストニア）

### 系列校
学校法人学習院が経営している系列校はそれぞれが独立しており、附属校という扱いではないためここでまとめる。
- 学習院幼稚園
- 学習院初等科
- 学習院中・高等科
- 学習院女子中・高等科
- 学習院女子大学

## Wiki関係他プロジェクトリンク
- 学習院大対策（ウィキブックス）